# Kathá-vatthu
A Kathá-vatthu (páli) (rövidítése: Kv, Kvu) a théraváda irányzat által képviselt páli kánon egyik buddhista szövege, amely az Abhidhamma-pitaka hét része közül az egyik. Teljes, magyar nyelvű fordítása nem létezik. Ez a könyv az elemeket tárgyalja az összetevők (szkandha), az érzékelési alapok (sadájatana) és elemek hármas elrendezése szerint. Kísérletet tesz annak eldöntésére, hogy a jelenségek tartalmazzák-e ezt a három kategóriát, és ha igen, milyen mértékben. Azt is vizsgálja, hogy ezek egymáshoz kapcsolódnak vagy egymástól függetlenek. A művet Moggaliputta Tisszának, a harmadik buddhista tanácskozás vezetőjének tulajdonítják. A zsinatot Asóka király hívta össze Patnában, az i.e. 3. század közepén.

## Felépítése
A Kathá-vatthu több mint kétszáz vitás pontot érint, amely négy pannászakára (szó szerint "ötvenes csoport") van osztva.  Mindegyik csoport 20 fejezetből áll (vagga).  Ezen felül még három vagga következik az ötvenes csoportok végén.
Mindegyik fejezetben vannak kérdések és válaszok, amelyeken keresztül a legkülönbözőbb nézőpontokat soroltatja fel, majd veti el a szerző. A vitában részt vevő személyek nincsenek pontosan meghatározva és a viták végén nem történik állásfoglalás sem, hogy melyik oldalnak ad igazat a szerző.
A szövegmagyarázatok (Atthakatha) szerint az elvetett nézetek közé tartozott például a szarvásztiváda.

## Eredete
A hagyomány szerint az Abhidhammát a történelmi Buddha a megvilágosodása után pár évvel tanította a magasabb szintű tanítványainak. Később  megosztotta a tudását egyik legfőbb követőjével is, Száriputtával. A többi tanítványnak Száriputta adta tovább a tanítást. Ez a hagyomány egyértelműen kiderül a Vinaja-pitaka legutolsó könyvéből, a Parivárából (Függelék).
Azonban egyes tudósok az Abhidhamma megírását az i.e. 3. század környékére helyezik, azaz a Buddha halála után 100-200 évvel. Emiatt ők azon a véleményen vannak, hogy a mű nem a Buddha szavait, sokkal inkább a tanítványai szavait adják vissza.  A bristoli egyetem egyik professzora, Dr Rupert Gethin, szerint azonban az Abhidhamma módszerének fontos elemei valóban a Buddha idejéből valók.
Mivel ez a könyv volt a páli kánon legutolsó fő része, ezért a keletkezésének a története meglehetősen szövevényes. A Mahaszangika valamint több másik iskola sem fogadta el a kánon részeként. Voltak iskolák, amelyek viszont az Abhidhamma-pitakába helyezték a Szutta-pitaka 5. gyűjteményét, a Khuddaka-nikáját. Az Abhidhamma páli verziója szigorúan a hínajána iskola részét képezi, amely különbözik más buddhista iskolákétól. A korai iskolák nem jutottak egyezségre a különböző Abhidhamma filozófiákat illetően. A korai buddhizmussal ellentétben az Abhidhamma megjelenésekor már egymástól eltérő irányzatok léteztek. A páli kánon legkorábbi szövegei nem említik az Abhidhammát. Az Első buddhista tanácskozás sem tesz említést az Abhidhammáról, viszont a másik két pitakáról (Vinaja és Szutta) igen.